# Jorvik Viking Centre
Jorvik Viking Centre er et kulturhistorisk museum og oplevelsescenter i York i England. Det udstiller viden om vikinger og vikingetiden i byen og England. Det blev etableret i 1984 af York Archaeological Trust, og navnet er afledt af det norrøne navn Jórvík for York. Museet indeholder udover en traditionel udstilling med genstande fundet ved en udgravning i Coppergate i York også et rekonstrueret vikingemiljø med værksteder og figurer i rekonstrueret tøj.
Jorvik Viking Centre blev slemt skadet under en oversvømmelse i julen 2015, men det genåbnede den 8. april 2017.
Jorvik Viking Centre er kaldt "en af Storbritanniens mest populære attraktioner." BBC har omtalt "Time Warp" som "en ny kuntsform".

## Historie
Konfekturfirmaet Cravens i York blev grundlagt i 1803 , og i 1966 flyttede det fra bygninger i Coppergate i den centrale del af byen. Mellem 1976 og 1981 blev bygningen revet ned, og inden man opførte indkøbscenteret Coppergate Shopping Centre udførte York Archaeological Trust, der var grundlagt i 1972 af Peter Addyman, omfattende arkæologiske udgravninger i området. Her blev der fundet en lang række velbevarede genstande fra vikingetiden, samt tømmerbygninger fra skandinavisk York. Der blev også fundet værksteder, hegn, dyrefolde, udbygninger, affaldsdynger og brønde, potteskår, metalgestande og knogler. Normal forgår organisk materiale som træ, læder, tekstiler og planter hurtigt, men i den iltfattige lerjord var det bevaret. I alt blev der fundet over 40.000 genstande.
York Archaeological Trust rekonstruerede den udgravede del af York på stedet med menneskefigurer, lyde og lugte, samt svinesti, fiskemarked og latriner for at udstille byens vikingearv. Jorvik Viking Centre, der blev designet af John Sunderland, åbnede i april 1984, og siden har omkring 20 millioner personer gæstet museet.
I 2001 blev hele museet renoveret og udvidet for omkring £5 mio., og der blev investeret yderligere £1 mio. i 2010. Dette blev gjort for at "intensivere budskabet" i Jorvik, og inkluderede en udvidelse forlængelse af turen til 12 minutter samt flere high-tech element som justeringer af lugt, varme, kulde og fugtighed under turen.
I december 2015 blev Nordengland hærget af en oversvømmelse, som også ramte museet. Både bygningen og udstillingerne blev vandskadet. De mest værdifulde vikingegenstande blev flyttet fra museet, for at redde dem. The museum reopened on 8 April 2017.

## Udstilling
Besøgende på museet bliver taget tilbage til den 25. oktober 975 kl. 17:30, hvor de kan opleve den rekonstruerede vikingebosættelse, hvor stemmer taler norrønt, og der er lugte og lyde for at give indtryk af at være trådt ind i en tidskapsel. På baggrund af nogle af de skeletter, der blev fundet, har man fremstillet livagtige dukker, der er iklædt vikingetøj, som er opstillet i udstilling. Ud over det er der et stort museumsområde, som fremviser omkring 800 af de fund, som blev gjort under udgravningen. I udstillingen er også en rekonsturktion af Coppergatehjelmen, som blev fundet tæt ved museet, og som nu findes op Yorkshire Museum. Museet åbnede den 13. februar 2010, samtidig med den årlige Viking Festival i York.

### Modellerne
Graham Ibbeson har fremstillet livagtige dukker, der indgår i museets udstilling. Ansigterne blev først udført på baggrund af moderne mennesker. Via avanceret rekonstruktionsteknik, som også bruges retsmedicinsk, blev der fremstillet yderligere otte dukker, der benytter en laserstråle og et videokamera. Rekonstruktionerne blev baseret på kranier der blev fundet på en vikingegravplads. De er dog muligt, at disse skeletter ikke har været af nordisk oprindelse, men i stedet har været saksere.

### Viking Festival
Hvert år afholder museet Viking Festival i anden uge af februar. Festivalen er baseret på historisk vikingefestival kaldet "Jolablot" (jule-blot). Festivalen inkluderer reenactment med krigere der kæmper mod hinanden. Frivillige fra store dele af Europa deltager i denne begivenhed.

### Time Warp
Jorvik Viking Centre slår sig op på at være en "oplevelse" med et element af uddannelse (edutainment). Det har siden inspireret steder som “Canterbury Pilgrims Way”, hvor besøgende kan slutte sig til Geoffrey Chaucers pilgrimsrejse.

## Kritik
Jorvik Viking Centre er blevet kritiseret som en “pop-up bogs-kig i historien” og dens fremstilling af fortiden er blevet kaldt “Disney-agtig”. Anthony Gaynor bag museet har svaret: "vi gør historien tilgængelig og underholdende for den brede offentlighed. Det kan man ikke, hvis man pakker den i en masse akademiske lag."
I slutningen af 2013 og begyndelsen af 2014 rapporterede flere medier, at ragnarok, som er en serie katastrofale begivenheder, som ifølge nordisk mytologi varsler enden på verden, ville ske den 22. februar 2014. I stil med 2012-fænomenet mente nogle, at dette ville være enden på verden ifølge en "vikingekalender". Der findes ingen vikingekalender, og kilden til denne "forudsigelse" viste sig at være Jorvik Viking Centre i et forsøg på at skabe opmærksomhed på vikingetiden. Museet blev kritiseret for bevidst eller eller ubevidst at have vildledt offentligeden. I en artikel om begivenheden kaldte Joseph S. Hopkins dog mediernes interesse i udmeldingen som et eksempel på den øgede interesse for vikingetiden og gamle germanske emner.